# Manhã de Carnaval
«Manhã de Carnaval», con letra de Antônio Maria (1921 — 1964) y música de Luiz Bonfá (1922 — 2001), fue compuesta en 1959 para la película Orfeo negro de Marcel Camus y es una de las canciones brasileñas más conocidas. Sus primeros intérpretes fueron Elizete Cardoso y Agostinho dos Santos.

## Otras versiones
| - Luiz Bonfá y Antonio Carlos Jobim - Frida Boccara - Maysa - Miriam Makeba - Stan Getz - Luiz Bonfá, guitarra, y Perry Como, voz - Cal Tjader - Paul Desmond - Gerry Mulligan - Perry Como - Dinah Shore - Mongo Santamaría - Luiz Bonfá, guitarra, y Caterina Valente, guitarra y voz - Stanley Turrentine - Claudine Longet - Frank Sinatra - Chuck Mangione - Clara Nunes y Paulo Gracindo - Joan Baez - Cannonball Adderley - Earl Klugh - Julio Iglesias - Bambino - Earl Klugh, George Benson y Chet Atkins - Ahmad Jamal y Gary Burton - Clara Nunes - Los Auténticos Decadentes | - Patricia Barber - Chet Atkins - Nara Leão - Barney Wilen - John McLaughlin y Al Di Meola - Luis Miguel - Los Zafiros - Plácido Domingo, José Carreras y Luciano Pavarotti - Gal Costa, Maria Bethânia y Luciano Pavarotti - Luciano Pavarotti y Caetano Veloso - Daniel Barenboim - Lucho Gatica - Tori Amos - Baden Powell - Emilio Santiago - Paquito D'Rivera - Ray Barretto - Maria Bethania y Hanna Schygulla - Astrud Gilberto - Franck Pourcel - André Rieu y Carla Maffioletti - Carly Simon - Carmen Paris - Dexter Gordon - Fairuz - Shiina Ringo - Presuntos Implicados - French Latino |